# Esquipulas, Coapilla
Esquipulas är en ort i Mexiko.   Den ligger i kommunen Coapilla och delstaten Chiapas, i den sydöstra delen av landet, 700 km öster om huvudstaden Mexico City. Esquipulas ligger 1 608 meter över havet och antalet invånare är 168.
Terrängen runt Esquipulas är varierad. Runt Esquipulas är det ganska tätbefolkat, med 52 invånare per kvadratkilometer. Närmaste större samhälle är Coapilla, 2,3 km nordväst om Esquipulas. I omgivningarna runt Esquipulas växer huvudsakligen savannskog.